# François Combes
François Combes (* 27. September 1816 in Albi; † 7. Februar 1890 in Bordeaux) war ein französischer Historiker.

## Leben
François Combes studierte in seiner Vaterstadt und wurde 1844 Professor der Geschichte am Kollegium in Pamiers, 1848 am Collège Stanislas und 1853 am Lycée Bonaparte in Paris. Nachdem er 1856 bis 1860 die Stelle eines Inspekteurs der Akademie in Lons-le-Saunier bekleidet hatte, wurde er als Nachfolger Auguste Geffroys zum Professor der Geschichte an der Universität Bordeaux ernannt. Im August 1866 trat er in den Ruhestand. Er unternahm mehrere wissenschaftliche Reisen nach Holland (1857), Italien (1864) und der Schweiz (1865), um in den Archiven dieser Länder verwahrte historische Dokumente auszuwerten. Ferner war er Mitglied mehrerer gelehrter Gesellschaften und Präsident der Akademie in Bordeaux.

## Veröffentlichungen (Auswahl)
- L’abbé Suger, histoire de son ministère et de sa régence, Paris 1853
- Histoire générale de la diplomatie européenne, 1854
- La Russie en face de Constantinople et de l’Europe, 1856
- Histoire de la diplomatie slave et scandinave, 1856
- La princesse des Ursins, 1858
- Correspondance française inédite du grand-pensionnaire Jean de Witt, in: Collection des documents inédits sur l’histoire de la France, 1873
- L’entrevue de Bayonne de 1565 et la question de la Saint-Barthélemy, 1882 (erstellt nach Dokumenten der Archive von Simancas)
- Essai sur les idées politiques de Montaigne et de la Boëtie, 1882
- Curieuse institution de Louis XIV près la République de Genève et son existence jusqu’en 1798, 1884
- Lectures historiques à la Sorbonne et à l’Institut, d’après les archives des pays étrangers, 2 Bde., 1884–85
- Madame de Sévigné historien, 1885

Seit den Kriegen von 1866 und 1870 richtete Combes seine Aufmerksamkeit auch auf die preußische und deutsche Geschichte und schrieb:
- Histoire de la monarchie prussienne et de la fondation, 1873
- Histoire des invasions germaniques en France, 1873
- Les libérateurs des nations, 1874

Auch verfasste Combes die beiden Tragödien Le maréchal de Montmorency (1866) und Cathérine de Médicis (1874).